# 飯澤千翔
飯澤 千翔（いいざわ かずと、2001年2月2日 - ）は、日本の陸上競技選手、専門は中距離走。東海大学出身。住友電工所属。

## 経歴
中学校は伊勢原市立伊勢原中学校、高校は山梨学院高等学校出身。

### 2022年
6月11日に行われた第106回日本陸上競技選手権大会1500mで、3分42秒82で優勝。9月9日に開催された日本インカレの1500mでは3分45秒33で優勝を果たした。

### 2023年
2月に開催されたアジア室内陸上競技選手権大会の1500mで優勝した。2023年9〜10月の杭州アジア大会1500m代表に選出されていたが、故障により辞退。

### 2024年
5月12日に行われた木南道孝記念1500mでは日本歴代2位の3分35秒77で優勝。6月28日、日本陸上競技選手権大会1500m決勝に出場、3分37秒08で優勝。

### 2025年
5月28日に行われたアジア陸上競技選手権大会で優勝。
7月6日に行われた日本陸上競技選手権大会で優勝

## 自己記録
- 800m- 1分49秒27
- 1500m- 3分35秒62[9]